# Mousseaux-lès-Bray
 Mousseaux-lès-Bray  es una población y comuna francesa, en la región de Isla de Francia, departamento de Sena y Marne, en el distrito de Provins y cantón de Bray-sur-Seine.

## Demografía
| 514 | 550 | 509 | 501 | 604 | 617 |
| Para los censos de 1962 a 1999 la población legal corresponde a la población sin duplicidades (Fuente: INSEE [Consultar]) |     |     |     |     |     |